# 鳥取市立醇風小学校
鳥取市立醇風小学校（とっとりしりつ じゅんぷうしょうがっこう）は、鳥取県鳥取市西町にある公立小学校。

## 沿革
- 1872年（明治5年）12月7日 - 天徳寺境内に愛日小学校が創立。
- 1873年（明治6年）2月7日 - 尚徳館内に醇風学校が開校。
- 1887年（明治20年）4月1日 - 愛日・醇風の二校を合併して久松（ひさまつ）尋常小学校[1]と改名、愛日小は久松分教室となった。
- 1892年（明治25年）11月28日 - 分教場を廃止して本校に合併。
- 1896年（明治29年）12月 - 醇風尋常小学校と改称。
- 1941年（昭和16年）4月1日 - 国民学校令により鳥取市醇風国民学校と改称。
- 1943年（昭和18年）9月10日 - 鳥取大地震により校舎が全半壊。
- 1947年（昭和22年）4月1日 - 学制改革により鳥取市立醇風小学校と改称。
- 1952年（昭和27年）4月17日 - 鳥取大火により校舎を全焼、その後日進小・明徳小に分かれて二部授業を行う。
- 1954年（昭和29年）7月29日 - 鉄筋新校舎竣工。
- 2002年（平成14年）11月11日 - 新校舎の完成移転。
- 2004年（平成16年）6月7日 - 校舎全面改築竣工式。

## 通学区域
- 相生町一丁目、相生町二丁目、相生町三丁目、相生町四丁目、片原四丁目、片原五丁目、川端四丁目、川端五丁目、玄好町、寿町、材木町、新品治町、茶町、田園町一丁目、田園町二丁目、二階町四丁目、西品治（鳥取県道193号田島片原線以北の一部）、西町四丁目、西町五丁目、本町四丁目、本町五丁目、南町（旧北本寺、旧南本寺地区）、元魚町三丁目、元魚町四丁目、薬師町

## 進学先中学校
- 鳥取市立西中学校

## 校区内の主な施設
- わらべ館
- 鳥取地方検察庁

## 著名な出身者
- 阪本四方太（俳人）
- 永井幸次（大阪音楽大学創設者）
- 千谷七郎（中等学校野球草創期の野球選手、精神医学者）
- 尾崎翠（小説家） - 3年から面影小に転校
- 中本修平（自動車技術者）
- 竹内功（前鳥取市長）

## 備考
- 明治天皇御製の和歌を校歌としている。